# RoboCop (videojuego de 2003)
RoboCop es un videojuego de disparos en primera persona basado en las películas de RoboCop. Fue desarrollado y publicado por la empresa francesa Titus Interactive, que adquirió los derechos de un videojuego RoboCop en 1999. Después de varios cambios de programación, el juego se lanzó en 2003 para Microsoft Windows, PlayStation 2 y Xbox, y las versiones europeas se distribuyeron a través de Avalon Interactive. En 2004, en Japón, se lanzó una versión para GameCube, bajo el título RoboCop: Aratanaru Kiki (Inglés: RoboCop: New Crisis). Según Metacritic, la versión de Xbox recibió críticas "desfavorables".

## Cómo se juega
RoboCop es un juego de disparos en primera persona basado en las películas de RoboCop. En el juego, RoboCop, un oficial de policía cyborg en Neo Detroit, tiene la tarea de encontrar a las personas responsables de la propagación de una nueva droga de diseño conocida como Brain Drain. Al mismo tiempo, RoboCop tiene la tarea de investigar las conexiones entre un candidato a la alcaldía, Omni Consumer Products (el creador de RoboCop) y Brain Drain.(Referencia 1) 
El juego cuenta con nueve grandes niveles, cada uno dividido en varias secciones. El progreso del jugador se guarda después de completar cada nivel. Si el jugador muere, el nivel se reinicia desde el principio. Cada nivel consta de un objetivo principal y varios objetivos secundarios y adicionales. El jugador debe completar el objetivo principal para avanzar en el juego, mientras que los otros objetivos se suman a la puntuación final del jugador. RoboCop puede usar varias armas contra enemigos, incluida una pistola, una ametralladora, un lanzagranadas y un lanzador de misiles. RoboCop también puede rescatar a civiles retenidos como rehenes y puede arrestar a los enemigos que se rinden.  

## Desarrollo y lanzamiento
En junio de 1999, Software de Titus de compañía francés había adquirido los derechos para un RoboCop videojuego, con una liberación esperada para tardío 2000. La licencia incluyó los derechos de desarrollarlo encima todo gaming sistemas, incluyendo Dreamcast, Nintendo 64, PlayStation, y PlayStation 2 (PS2). Xatrix Estuvo esperado para desarrollar el juego, el cual sería un primer-persona shooter. Hacia abril de 2001, Infogrames estuvo traído encima como el desarrollador de un PS2 versión, esperado para liberación en noviembre de 2001. Titus el estudio Interactivo finalmente devenía el desarrollador. Por mayo 2002, el PS2 versión quedada en desarrollo y estuvo sabido como RoboCop: El Futuro de Aplicación de Ley, con una liberación esperada que octubre. El juego incluiría una historia original basada en las películas de RoboCop.
En noviembre de 2002, Titus anunció que el juego se lanzaría para Xbox en febrero de 2003. Para el mes siguiente, se había programado el lanzamiento de la versión de Xbox en abril de 2003. Para Estados Unidos, se cancelaron la versión de PS2 y una de GameCube para que Titus pudiera concentrarse en la versión de Xbox. En Alemania, Titus publicó RoboCop para Microsoft Windows el 25 de abril de 2003. Titus Software Corporation publicó la versión estadounidense de Xbox en julio de 2003. Ese mes, la versión de PS2 fue lanzada en Japón, seguida de un lanzamiento en el Reino Unido. Posteriormente, Titus lanzó en Japón el 4 de marzo de 2004 una versión de GameCube, bajo el título RoboCop: Aratanaru Kiki (traducido como RoboCop: New Crisis en inglés).

## Recepción
De acuerdo con el sitio web de agregación de revisión Metacritic la versión de Xbox recibió revisiones "desfavorables". El juego de Xbox fue particularmente criticado por su falta de una opción de ahorro en el nivel. La revista sueca Gamereactor llamó a la versión Xbox "el peor videojuego desde Superman 64" (también de Titus Software).
Alex Navarro de GameSpot criticado el sonido y gráfico, y declaró que a pesar del periodo de desarrollo largo del juego,  "tiene un bevy de problemas horribles que render el juego prácticamente unplayable." Navarro criticó la dificultad del juego, movimientos de jugador lento, un pobres apuntando sistema, controles pobres, y la abundancia de enemigos, así como la carencia de objetos para esconder detrás. Navarro más allá notó la cantidad limitada de jugador ammo y la cantidad grande de ammo necesitado para matar cada enemigo. Scott Alan Marriott de AllGame notó el "realista, gritty entorno que ofertas alguna interacción limitada" y declaró que "la mirada y sentir" del RoboCop las películas "son bien capturó." Aun así,  critique el cursor lento-basó apuntar sistema, declarando que mientras  trabaja en el RoboCop películas "para efecto dramático",  "es downright peligroso en un juego" con una abundancia de enemigo gunfire. Marriott También criticó la música repetitiva y notó RoboCop  movimientos lentos cuando siendo realistas a las películas pero frustrando para jugar.

Ben Lawrence de Official Xbox Magazine criticó el juego como repetitivo y frustrante, y señaló las armas limitadas y su ineficacia contra los enemigos. Electronic Gaming Monthly criticó la versión de Xbox por sus gráficos, objetivos de misión repetitivos y una pobre inteligencia artificial. Game Informer señaló que el juego incluía elementos auténticos de las películas pero que tales detalles no mejoraron el juego, afirmando que el juego "prácticamente falla en cada frente concebible y no puede sostener una vela al 99% de los juegos actualmente en la biblioteca de Xbox". TeamXbox consideró el juego repetitivo y su historia "bastante poco interesante", y señaló que los gráficos y el sonido eran promedio. En Japón, Famitsu dio a la versión PlayStation 2 una puntuación de 26 de 40.